# Odissea nuda
Odissea nuda è un film del 1961 diretto da Franco Rossi.

## Riconoscimenti
Per il film furono assegnati il Nastro d'argento alla migliore fotografia ad Alessandro D'Eva e un premio speciale dei David di Donatello 1961 a Franco Rossi.